# Ruginești (okręg Neamț)
Ruginești – wieś w Rumunii, w okręgu Neamț, w gminie Hangu. W 2011 roku liczyła 352 mieszkańców.